# کتسنیا
کتسنیا (به لاتین: Kcynia، تلفظ: [ˈkt͡sɨɲa]) یک شهرک در لهستان است که در شهرستان ناکوو واقع شده‌است.

## خصوصیات
کتسنیا ۶٫۸۴ کیلومترمربع مساحت و ۴٬۶۷۹ نفر جمعیت دارد.